# Cooper's Sparkling Ale
Pour les articles homonymes, voir Cooper.

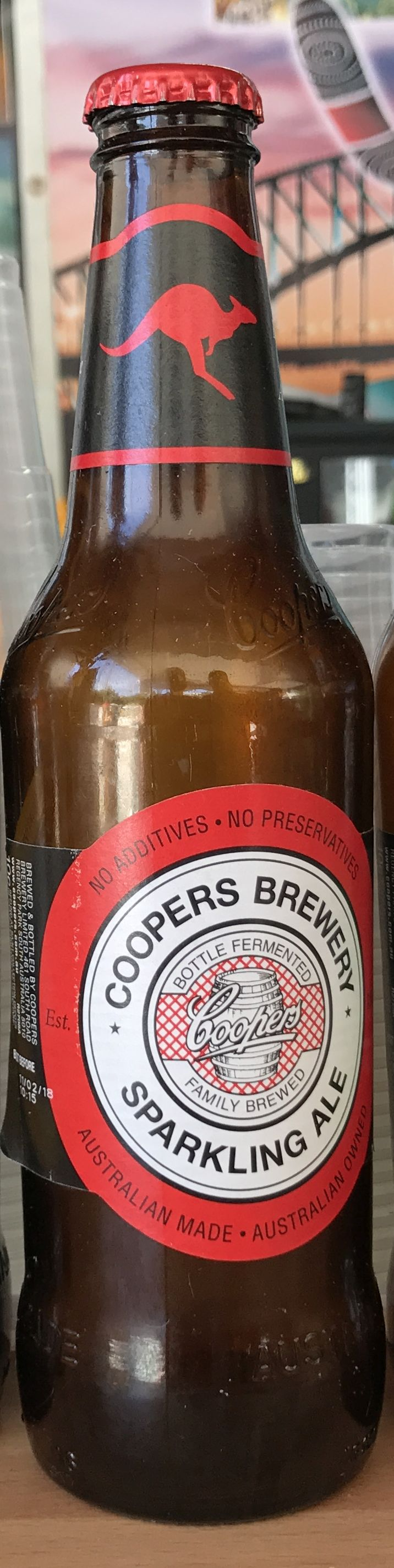
Une bouteille de Cooper's Sparkling Ale.

La Cooper est une bière blonde australienne au goût légèrement fruité, avec beaucoup de dépôts. Les consommateurs Australiens ont d'ailleurs pris l'habitude de toujours secouer leurs bouteilles de spéciales avant dégustation afin de ne perdre aucune miettes de ces dépôts.